# Lee Bo-hee
Lee Bo-hee (sinh ngày 25 tháng 5 năm 1959) là một nữ diễn viên Hàn Quốc. Lee đã giành một số giải thưởng cho vai diễn của cô trong những năm 1980, bao gồm nữ diễn viên mới xuất sắc nhất cho phim The Green Pine Tree trong giải Dae Jong lần thứ 22, Nữ diễn viên chính xuất sắc nhất cho phim Eoudong tại liên hoan kịch và giải thưởng phim nghệ thuật Hàn Quốc lần thứ 22, Nữ diễn viên chính xuất sắc nhất cho phim You My Rose Mellow giải thưởng Nghệ thuật Baek Sang lần thứ 24 và 8 giải thưởng phê bình phim.

## Các phim đã đóng
| Năm  | Tựa đề                         | Vai            |
| ---- | ------------------------------ | -------------- |
| 1983 | The Green Pine Tree            |                |
| 1983 | Declaration of Idiot           | Hye-young      |
| 1983 | Widow Dance                    |                |
| 1984 | Between the Knees              | Ja-young       |
| 1984 | Agada                          |                |
| 1984 | The Light of Recollection      |                |
| 1985 | Eoudong                        | Eo Wu-dong     |
| 1986 | Moonlight Hunter               |                |
| 1986 | Lee Jang-ho's Baseball Team    | Eomji          |
| 1987 | The Man with Three Coffins     |                |
| 1987 | Y's Experience                 |                |
| 1988 | You My Rose Mellow             |                |
| 1988 | Gam-dong                       |                |
| 1988 | America, America               |                |
| 1994 | Rosy Days                      |                |
| 1994 | The Man of 49 Days             |                |
| 1998 | A+ Life                        |                |
| 2001 | Ladies of the Palace (TV)      | Ja Soon Dae Bi |
| 2001 | Blue Mist (TV)                 | Oh Young-hee   |
| 2002 | Kitchen Maid (TV)              | Kang-ok        |
| 2004 | Terms of Endearment (TV)       | Jin-deok       |
| 2004 | Chị dâu 19 tuổi (TV)           | Park Young-ran |
| 2004 | Khi đàn ông yêu (TV)           | Park Hwa-young |
| 2005 | Three Leafed Clover (TV)       | Yoon-sook      |
| 2005 | Thiên đường tình yêu (TV)      | Mi-hyang       |
| 2005 | My Sweetheart, My Darling (TV) | Jo Ok-soon     |
| 2006 | Seoul 1945 (TV)                | Kaori          |
| 2006 | What's Your Star? (TV)         | Ahn Jin-hee    |
| 2007 | When Spring Comes (TV)         | Kim Boo-seon   |
| 2007 | Devil (TV)                     | Soon-ok        |
| 2007 | Queen of Ahyun (TV)            | Sa Bi-na       |
| 2007 | The Innocent Woman (TV)        | Chun Deok-hee  |
| 2008 | My Woman (TV)                  | Ha Sin-ae      |
| 2008 | Đường về nhà (TV)              | Oh Seon-yeong  |